# Kelloggina tetrasticha
Kelloggina tetrasticha är en tvåvingeart som först beskrevs av Lutz 1920.  Kelloggina tetrasticha ingår i släktet Kelloggina och familjen Blephariceridae. Inga underarter finns listade i Catalogue of Life.